# Ориєно (футбольний клуб)
Футбольний клуб «Ориєно» або «Ориєно» — таджицький професіональний футбольний клуб з міста Душанбе.

## Історія
Футбольний клуб «Ориєно» було засновано в місті Душанбе. 2005 року «Ориєно» виграв Першу лігу чемпіонату Таджикистану. Цей успіх дозволив клубу вже у 2006 році дебютувати у Вищій лізі чемпіонату Таджикистану, але за підсумками чемпіонату клуб посів лише 11-те місце. У 2007 році «Ориєно» (Душанбе) злився з Динамо (Душанбе), об'єднана команда взяла назву саме «Динамо (Душанбе)» і під нею продовжила виступи в турнірах.

## Досягнення
- Перша ліга чемпіонату Таджикистану
  -  Чемпіон (1): 2005

## Статистика виступів у національних турнірах
| Сезон | Ліга | Ліга  | Ліга | Ліга | Ліга | Ліга | Ліга | Ліга | Ліга | Кубок Таджикистану | Бомбардир | Бомбардир | Тренер |
| Сезон | Див. | Міс.  | Іг.  | В    | Н    | П    | ЗМ   | ПМ   | О    | Кубок Таджикистану | Ім'я      | В лізі    | Тренер |
| ----- | ---- | ----- | ---- | ---- | ---- | ---- | ---- | ---- | ---- | ------------------ | --------- | --------- | ------ |
| 2006  | 1-ий | 11-те | 22   | 3    | 4    | 15   | 25   | 53   | 13   |                    |           |           |        |